# 2169 Taiwan
För andra betydelser, se Taiwan (olika betydelser).
2169 Taiwan eller 1964 VP1 är en asteroid i huvudbältet som upptäcktes den 9 november 1964 av Purple Mountain-observatoriet i Nanjing, Kina. Den är uppkallad efter ön Taiwan.
Asteroiden har en diameter på ungefär 19 kilometer och den tillhör asteroidgruppen Astrid.